# Joe Dempsie
Joseph „Joe“ Maxwell Dempsie (* 22. června 1987, Liverpool, Anglie, Spojené království) je britský herec, který je nejvíce známý za ztvárnění Chrise Milese v dramatickém seriálu Skins. Dříve se objevil například v seriálech Doctors, Venkovská praxe a Sweet Medicine a ve filmech One for the Road a Krajina srdce. Hraje roli Gendryho v seriálu Hra o trůny a Johna v The Fades.

## Kariéra
Své herecké vzdělání získal z Central Junior Television Workshop v Nottinghamu a také byl vzděláván na The West Bridgford School. Je horlivým fanouškem fotbalového klubu Nottingham Forest FC a navštěvuje mnoho domácích i hostujících zápasů, dokonce se objevil v televizním ranním pořadu o fotbale Soccer AM a měl na sobě dres Nottingham Forest. Objevil se zde po boku svého kolegy ze Skins, Nicholase Houlta.
V sedmé epizodě čtvrté série seriálu Pán času, „The Doctor's Daughter“, hrál roli Clina, vojáka, který sleduje své kamarády, jak umírají. Dne 18. dubna 2008 se objevil ve Friday Night Project s Geri Halliwell. Ztvárnil Duncana McKenzieho ve filmu Prokletý klub, kde se objevil po boku Michaela Sheena, Jima Broadbenta, Stephena Grahama a Timothyho Spalla. V listopadu 2008 se objevil v seriálu Merlin, kde hrál dávného přítele Willa, se kterým Merlin na vesnici vyrůstal.
V roce 2010 namluvil roli homosexuálního dospívajícího Stevena do rozhlasové hry Radia 4, Once Upon a Time. Hraje roli Gendryho v seriálu Hra o trůny, který je založen na knižní série Píseň ledu a ohně od George R.R. Martina. Také si zahrál v minisérii This Is England '86 a v seriálech Harry & Paul a The Fades.

### Skins
Získal přízeň u kritiků a u diváků za ztvárnění Chrise Milese, drogově závislého rozmařilce a milovníka večírků v neortodoxním a kontroverzním seriálu Skins. Jeho ztvárnění bylo popsáno jako fundované, realistické, uvěřitelné a také, zvláštním způsobem, sympatické. Je postavou, se kterou diváci nejen sympatizují, ale také cítí empatii, sdílí svou radost, smutek, bolest a sílu. Spolu s dalšími hlavními herci opustil seriál po druhé sérii, aby dali prostor nové generaci.

## Filmografie

### Televize
| Rok                 | Název                    | Role                   | Televizní kanál | Poznámky                                                                     |
| ------------------- | ------------------------ | ---------------------- | --------------- | ---------------------------------------------------------------------------- |
| 2000                | Venkovská praxe          | Leon                   | ITV             | 10. série, 10. epizoda "Playing God"                                         |
| 2001                | Doctors                  | Lee Lindsay            | BBC             | 3. série, 1. epizoda "Sins of the Brother"                                   |
| 2003                | Sweet Medicine           | Ben Campbell           | ITV             | 1. série, 2. epizoda                                                         |
| 2004                | Doctors                  | Danny                  | BBC             | 6. série, 132. epizoda "Rabbit in the Headlights"                            |
| 2005                | Born and Bred            | Humphrey 'Bogie' Locke | BBC One         | 4. série, 3. epizoda "Someone to Watch Over Me"                              |
| 2007–2008           | Skins                    | Chris Miles            | E4              | 1. a 2. série                                                                |
| 2008                | Pán času                 | Cline                  | BBC One         | 4. série, 6. epizoda "The Doctor's Daughter"                                 |
| 2008                | Merlin                   | William                | BBC One         | 1. série, 10. epizoda "The Moment of Truth"                                  |
| 2010                | This Is England '86      | Higgy                  | Channel 4       | 1. a 3. epizoda                                                              |
| 2011                | The Fades                | John                   | BBC Three       | 3., 4., 5. a 6. epizoda                                                      |
| 2011                | Jak běží o život         | Kieran Murphy          | BBC One         | 5. epizoda                                                                   |
| 2011–2013 2017–2019 | Hra o trůny              | Gendry                 | HBO             | 24 epizod hostování (1. a 2. série) hlavní obsazení (3. série, 7 a 8. série) |
| 2012                | Murder: Joint Enterprise | Stefan                 | BBC Two         |                                                                              |
| 2012                | Accused                  | Martin Cormack         | BBC One         | 2. epizoda                                                                   |
| 2013                | Southcliffe              | Chris Cooper           | Channel 4       |                                                                              |
| 2014                | New Worlds               | Ned Hawkins            |                 |                                                                              |
| 2015                | The Gamechangers         | Jamie King             |                 |                                                                              |
| 2015                | This Is England '90      | Higgy                  |                 |                                                                              |
| 2016                | One of Us                | Rob Elliot             |                 |                                                                              |

### Film
| Rok  | Název                      | Role            | Poznámky |
| ---- | -------------------------- | --------------- | -------- |
| 2002 | Krajina srdce              | Craig           |          |
| 2003 | One for the Road           | Joyrider        |          |
| 2009 | Spirited                   | Dean            |          |
| 2009 | Prokletý klub              | Duncan McKenzie |          |
| 2010 | Edge                       | Philip          |          |
| 2011 | Blesk                      | Theo Nelson     |          |
| 2014 | Monsters - Temný kontinent | Frankie         |          |
| 2015 | I Believe In Miracles      | on sám          |          |

### Rozhlas
| Rok  | Název                             | Role          | Stanice     |
| ---- | --------------------------------- | ------------- | ----------- |
| 2009 | Black Hearts in Battersea         | Simon         | BBC Radio 4 |
| 2010 | Once Upon A Time                  | Steven        | BBC Radio 4 |
| 2013 | Saturday Night and Sunday Morning | Arthur Seaton | BBC Radio 4 |
| 2016 | The Beach                         | vypravěč      | BBC Radio 4 |

### Dabing
| Rok  | Název                |
| ---- | -------------------- |
| 2008 | Reklama na Clearasil |
| 2011 | Sky One              |

### Ztvárnění sama sebe
| Rok  | Název                    | Kanál     | Poznámky             |
| ---- | ------------------------ | --------- | -------------------- |
| 2008 | Lily Allen and Friends   | BBC Three | 1. série, 5. epizoda |
| 2008 | The Friday Night Project | Channel 4 | 6. série, 5. epizoda |